# فرانسوا-آدریان بوالدیو

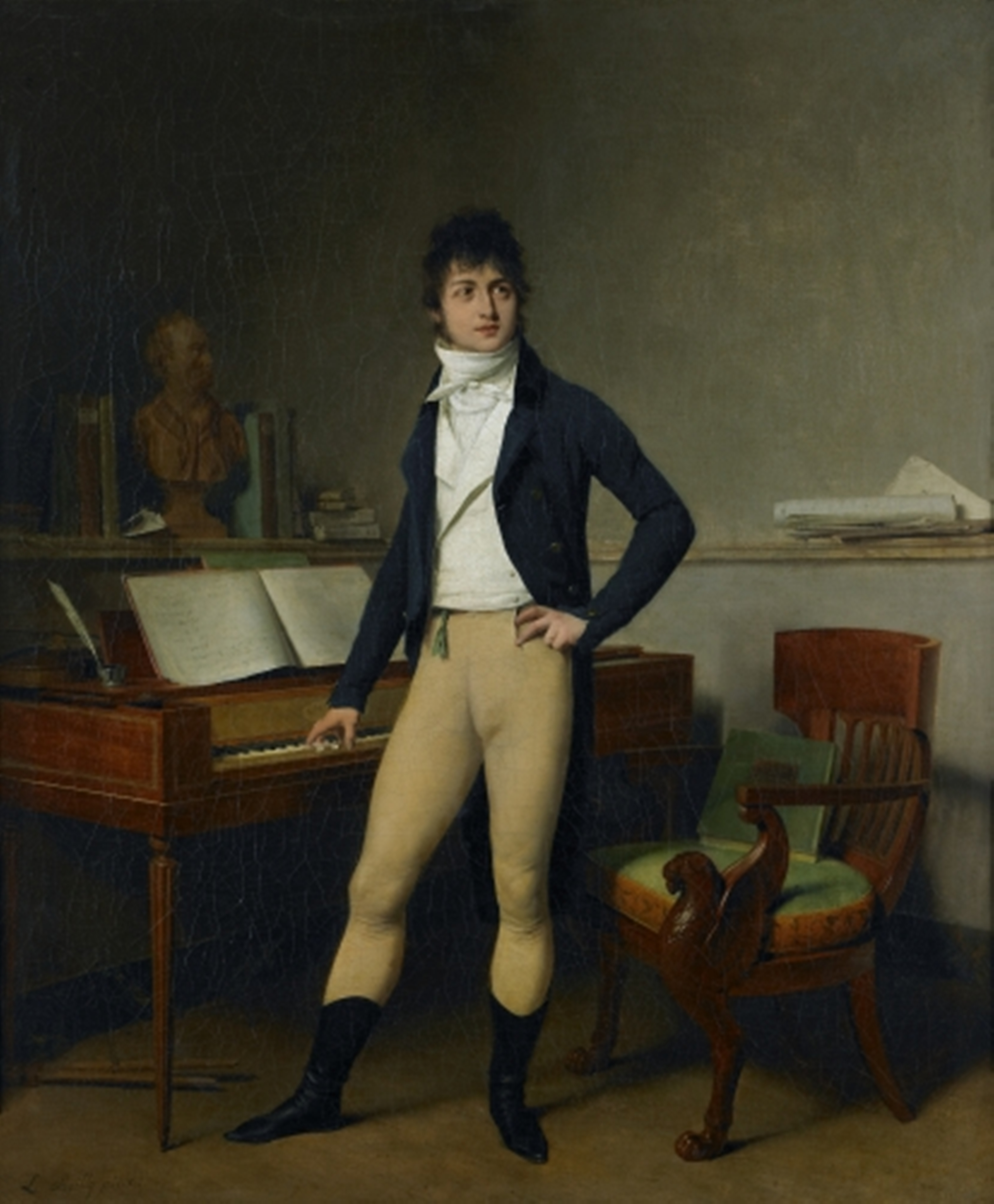
بوالدیو اثر لوئی-لئوپولد بوآلی، حدود سال ۱۸۰۰ (موزهٔ روآن).

فرانسوا-آدریان بوالدیو (به فرانسوی: François-Adrien Boieldieu)؛ تلفظ می‌شود [fʁɑ̃.swa a.dʁi.jɛ̃ bwal.djø]، (۱۶ دسامبر ۱۷۷۵–۸ اکتبر ۱۸۳۴) یک آهنگ ساز فرانسوی در زمینهٔ اپرا بود که اغلب از او به عنوان «موتزارت فرانسوی» یاد می‌شود.

## زندگی‌نامه
آدریان بوالدیو در زمان رژیم سیاسی و اجتماعی پادشاهی فرانسه در روآن متولد شد. موسیقی را ابتدا از گروه کر و سپس از ارگانیست کلیسای جامع محلی فرا گرفت. روآن در دوران ترور، یکی از معدود شهرهایی بود که دوام قابل توجهی در موسیقی داشت و در سال ۱۷۹۳ سلسله کنسرت‌هایی با حضور ویولنیست مشهور پییر رود و تنور پییر-ژان گارا برگزار شد. در این زمان بود که بوالدیو اولین آثار خود را از متونی که توسط پدرش نوشته شده بود، ساخت (دختر گناهکار در سال ۱۷۹۳ و پس از آن روزالی و میرزا در ۱۷۹۵). این آثار برای او به سرعت موفقیت به ارمغان آوردند.
در دوره انقلاب فرانسه، بوالدیو به پاریس عزیمت کرد و کار خود را به عنوان تنظیم و میزان کننده پیانو آغاز کرد. در این زمان، اپرا-کومیک تنها تالاری بود که برای آثار ترکیبی با همین نام، نزدیک به اپرا کلاسیک، فرصت‌هایی را ارائه می‌داد، اما حاوی مقوله‌های گفتاری بود. بارزترین نمونهٔ این ژانر، مده (۱۷۹۷) اثر لوئیجی کروبینی بود.

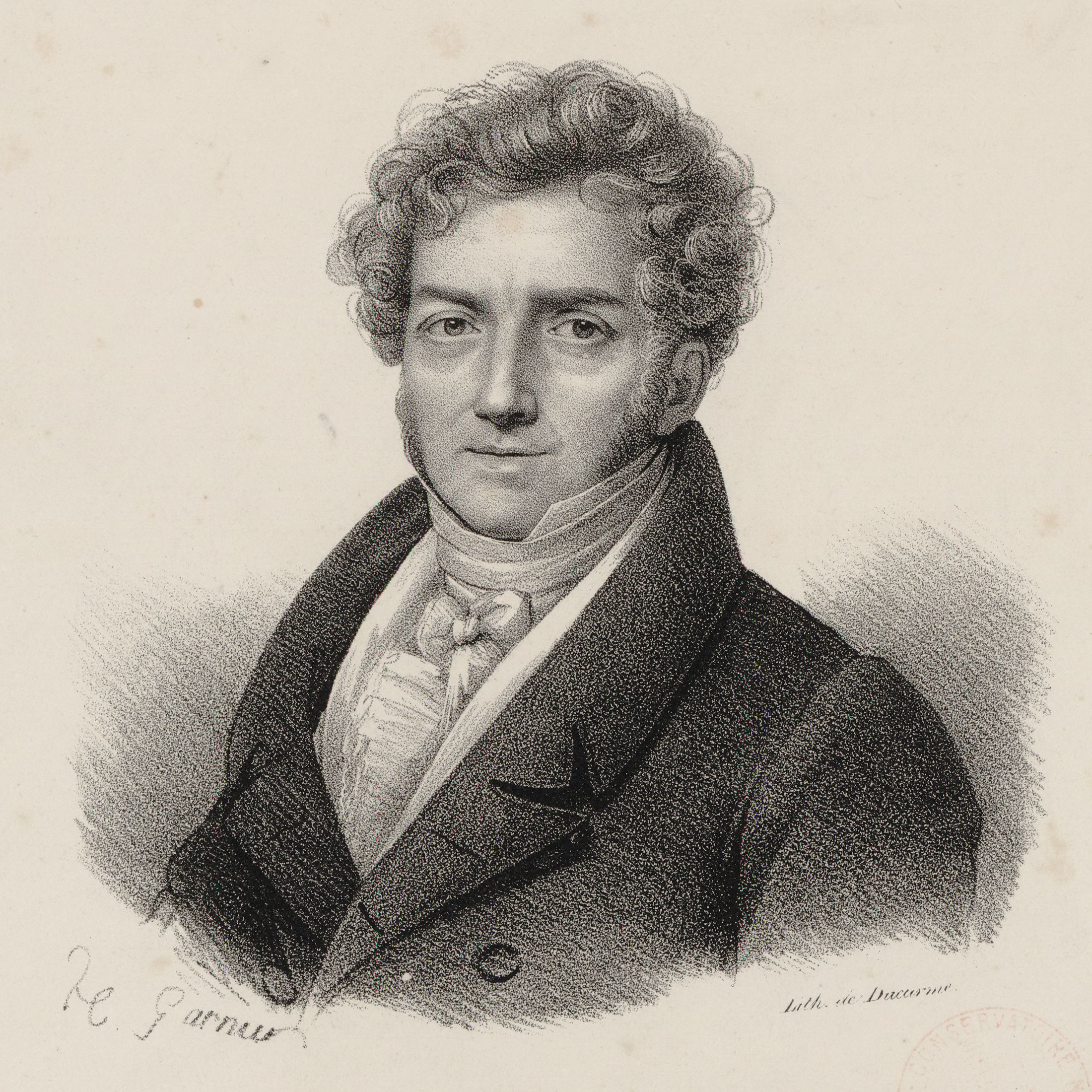
فرانسوا-آدریان بوالدیو، کتابخانه ملی فرانسه.

## هم چنین ببینید
- List of compositions by François-Adrien Boieldieu
- List of operas by François-Adrien Boieldieu
- List of compositions for harp
- Classic 100 Music of France (ABC)
- Translation of Boieldieu entry from the French Wikipedia